# Râul Motța
Motța (Ivancea, Matca) este un râu din Republica Moldova, afluent de dreapta al râului Răut.. Se revarsă în apropiere de satul Braniște. Motța este alimentat de pârâiașele Sărăturile, Seliștea, Valea Pădurii, Domneasca.

## Afluenți
Sărăturile, Seliștea, Valea Pădurii, Domneasca.